# Hank Marvin
Hank Brian Marvin (* jako Brian Robson Rankin 28. října 1941, Newcastle upon Tyne, Anglie) je anglický kytarista, nejvíce známý jako člen instrumentální rockové skupiny The Shadows.

## Životopis
Narodil se jako Brian Robson Rankin v Newcastlu. V mládí se naučil hrát na banjo a kytaru. Na počátku jeho kariéry ho velmi ovlivnil zpěvák Buddy Holly, po jehož vzoru začal nosit brýle a naučil se hrát na kytaru. 
V dubnu 1958 se přestěhoval do Londýna, kde chtěl začít kariéru v hudebním průmyslu. Brzy poté se připojil k doprovodné skupině Cliffa Richarda The Drifters společně se svým přítelem z gymnázia Brucem Welchem. Kapela se později přejmenovala na The Shadows. 
Po prvním rozpadu The Shadows roku 1968 se dal na sólovou dráhu. Jeho prvním sólovým albem bylo Hank Marvin z roku 1969. V roce 1973 skupinu společně s Brucem Welchem a Brianem Bennetem obnovili. V The Shadows hrál až do roku 2010.